# Chambers County (Alabama)
Das Chambers County ist ein County im Bundesstaat Alabama der Vereinigten Staaten. Der Verwaltungssitz (County Seat) ist Lafayette.

## Geographie
Chambers County liegt im Osten von Alabama und grenzt an den Nachbarstaat Georgia; die Ostgrenze wird durch den Chattahoochee River gebildet. Innerhalb Alabamas grenzt es im Uhrzeigersinn an folgende Countys: Lee County, Tallapoosa County und Randolph County. Chambers County hat eine Fläche von 1562 Quadratkilometern, wovon 15 Quadratkilometer Wasserflächen sind.

## Geschichte
Chambers County wurde am 18. Dezember 1832 auf Beschluss der State Legislature aus Teilen des Landes gebildet, das die Muskogee den Vereinigten Staaten im Vertrag von Cusseta im März gleichen Jahres abgetreten hatten. Benannt wurde es nach Henry H. Chambers (1790–1826), einem Feldarzt im Stab von General Andrew Jackson, Delegierten in der verfassungsgebenden Versammlung von Alabama und Abgeordneten für Alabama im Senat der Vereinigten Staaten. Bis zum Sezessionskrieg prosperierte das County durch den Baumwollanbau, was im Jahr 1851 durch den Anschluss an die Eisenbahnstrecke der Montgomery and West Point Railroad verstärkt wurde. Das Fort Tyler, das die konföderierte Nachschublinie nach Georgia schützte, wurde in der Schlacht von West Point Mitte April 1865 von Unionstruppen eingenommen. In der Reconstruction erlebte das County trotz einer im Jahr 1869 am Chattahoochee River in Produktion gehenden Textilfabrik einen wirtschaftlichen Abstieg. Im Jahr 1921 wurde die Alabama and Georgia Manufacturing Company von der unmittelbar benachbarten West Point Manufacturing aufgekauft. Der wirtschaftliche Aufschwung im benachbarten West Point (Georgia) strahlte in das County aus und führte zum Bau drei weiterer Textilfabriken in Fairfax, Riverdale und Lanett. Um die Produktionsstätten entstanden betriebseigene Städte mit Schulen, Erholungsangeboten und anderen Dienstleistungen. 1980 schlossen sich drei dieser Orte zur Stadt Valley zusammen.
Zehn Bauwerke und Stätten im County sind im National Register of Historic Places (NRHP) eingetragen (Stand: 31. März 2020), darunter der Langdale Historic District, der Chambers County Courthouse Square Historic District und der Riverview Historic District.

## Demographische Daten

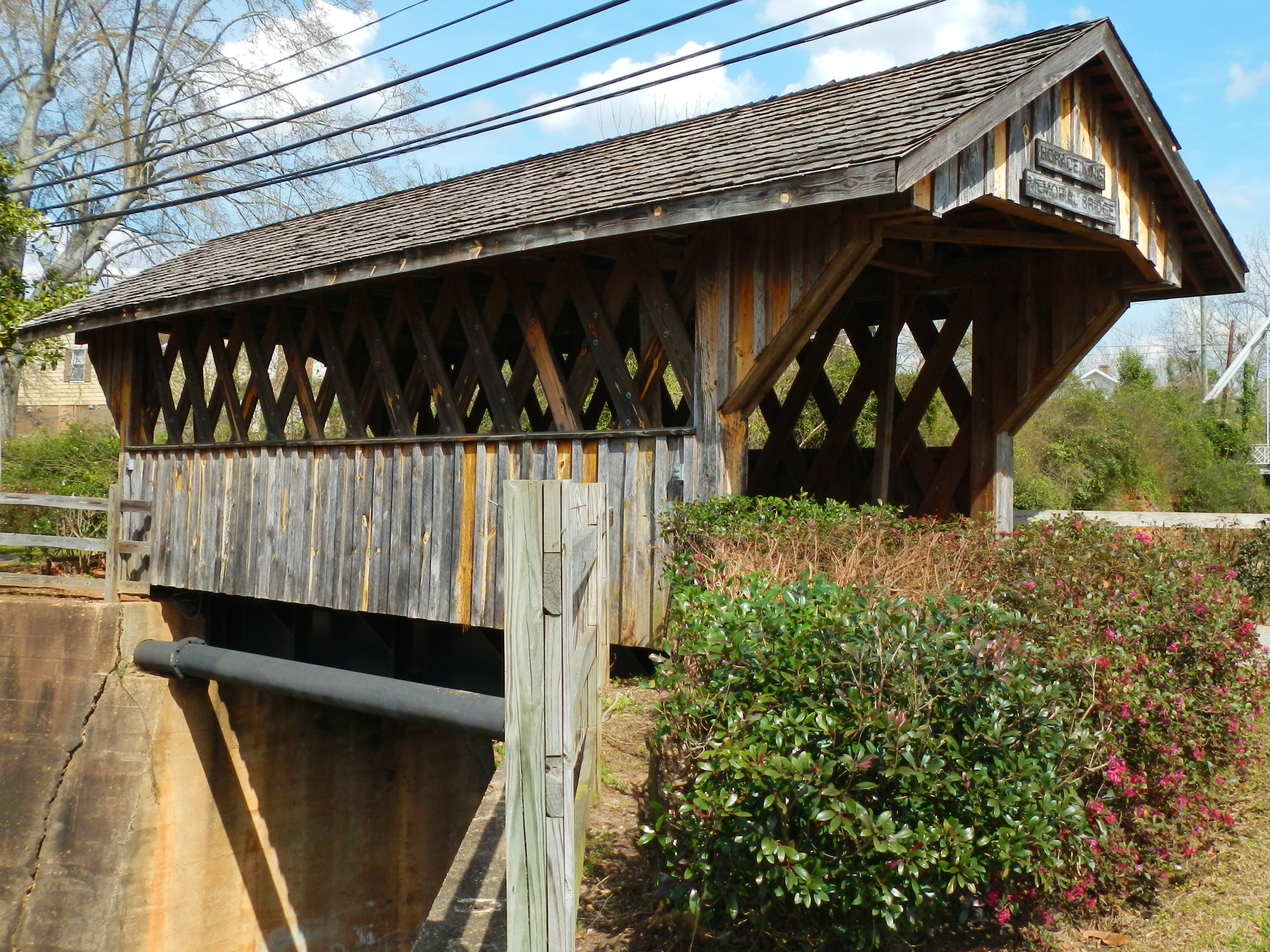
Die Horace King Memorial Bridge im Langdale Historic District. Dieser Historic District ist seit November 1999 im NRHP eingetragen.

Nach der Volkszählung im Jahr 2010 lebten im Chambers County 34.215 Menschen. Davon wohnten 518 Personen in Sammelunterkünften, die anderen Einwohner lebten in 14.522 Haushalten und 10.194 Familien. Die Bevölkerungsdichte betrug 24 Einwohner pro Quadratkilometer. Ethnisch betrachtet setzte sich die Bevölkerung zusammen aus 60,88 Prozent Weißen, 38,11 Prozent Afroamerikanern, 0,13 Prozent amerikanischen Ureinwohnern, 0,19 Prozent Asiaten und 0,12 Prozent aus anderen ethnischen Gruppen; 0,57 Prozent stammten von zwei oder mehr Ethnien ab. 0,77 Prozent der Bevölkerung waren spanischer oder lateinamerikanischer Abstammung.
Von den 14.522 Haushalten hatten 29,3 Prozent Kinder und Jugendliche unter 18 Jahren, die bei ihnen lebten. In 48,5 Prozent lebten verheiratete, zusammen lebende Paare, 17,4 Prozent waren allein erziehende Mütter, 29,8 Prozent waren keine Familien, 27,0 Prozent aller Haushalte waren Singlehaushalte und in 12,4 Prozent lebten Menschen im Alter von 65 Jahren oder darüber. Die Durchschnittshaushaltsgröße betrug 2,48 und die durchschnittliche Familiengröße betrug 3,01 Personen.
24,6 Prozent der Bevölkerung waren unter 18 Jahre alt, 8,6 Prozent zwischen 18 und 24, 27,0 Prozent zwischen 25 und 44, 23,5 Prozent zwischen 45 und 64 und 16,2 Prozent waren 65 Jahre oder älter. Das Durchschnittsalter betrug 38 Jahre. Auf 100 weibliche Personen kamen 89,6 männliche Personen und auf Frauen im Alter von 18 Jahren und darüber kamen 85,3 Männer.
Das jährliche Durchschnittseinkommen eines Haushalts betrug 29.667 USD, das Durchschnittseinkommen einer Familie 36.598 USD. Männer hatten ein Durchschnittseinkommen von 28.771 USD, Frauen 21.159 USD. Das Prokopfeinkommen betrug 15.147 USD. 14,3 Prozent der Familien und 17,0 Prozent der Einwohner lebten unterhalb der Armutsgrenze.

## Orte im County
- Abanda
- Blackman
- Bosworth
- Boyds
- Buffalo
- Chapel Hill
- Clackville
- Culebra
- Cumbee Mill
- Cusseta
- Danway
- Denson
- Doublehead
- Eady City
- Evansville
- Fairfax
- Finley
- Five Points
- Fordyce
- Foster Crossroads
- Fredonia
- Glass
- Huguley
- Jones Mill
- Judson
- Kendall Crossroads
- Lafayette
- Lanett
- Langdale
- Liberty Crossroads
- Little Shawmut
- Marcoot
- McCosh Mill
- McGinty
- Milltown
- Moorefield
- Nelson
- New Harmony
- Oak Bowery
- Oakland
- Osanippa
- Penton
- Plant City
- Red Level
- River View
- Rock Fence
- Rollins
- Shawmut
- Shiloh
- Sikes
- Standing Rock
- Stroud
- Sturkie
- Tiller Crossroads
- Trammel Crossroads
- Tuckersburg
- Union Hill
- Valley
- Wards Mill
- Waverly
- Welch
- White Plains